# Teatro comunale (Lonigo)
Il teatro comunale di Lonigo è un teatro, situato nella città di Lonigo in provincia di Vicenza.
Progettato dall'ingegnere Giovanni Carraro tra il 1885 e il 1891, il teatro venne intitolato a Giuseppe Verdi e la sera dell'inaugurazione, il 23 ottobre 1892, vi venne rappresentata l'opera Un ballo in maschera dello stesso Verdi. Nel 1977 il teatro venne chiuso per i lavori di restauro che iniziarono nel 1982. Venne riaperto al pubblico il 22 ottobre 1993, con un concerto lirico del celebre baritono Renato Bruson, accompagnato dall'orchestra sinfonica dell'Emilia-Romagna "Arturo Toscanini" e dal coro di Parma.

## Storia
Il primo teatro che nacque nella città di Lonigo fu il teatro dei Concordi, costruito nel 1794 e di proprietà della Società dei Concordi. Esso aveva tre ordini da 15 palchi ciascuno, ed era uno dei più piccoli teatri del Veneto. La forma era a ferro di cavallo, il palcoscenico ristretto perché all'epoca veniva Seguita la tradizione veneziana che prevedeva l'assenza di cori nell'opera in musica e la presenza di un ristretto numero di personaggi nella commedia. Solitamente gli spettacoli di prosa venivano dati durante i festeggiamenti del Carnevale e negli otto giorni che precedevano le festività natalizie.
Anche l'opera lirica venne rappresentata sul palcoscenico leoniceno, solitamente in occasione della Fiera dei cavalli, avvenimento particolarmente caro alla città. Il teatro fu poi venduto e trasformato in oratorio delle figlie di Maria.
Tra il 1885 e il 1891,  Giovanni Carraro stese un progetto per il nuovo teatro di Lonigo. Il nuovo teatro sorse in piazza Nicolò Leoniceno e venne inaugurato il 23 ottobre 1892. Esso poteva ospitare fino a 970 spettatori; era composto da due ordine di palchi, due gallerie frontali, il loggione suddiviso in tre settori e il parterre comprendente poltrone e poltroncine. La decorazione pittorica è opera del pittore veneziano Giuseppe Dolcetta, mentre l'illuminazione del foyer e della sala è attribuita ai maestri vetrari di Murano.
Tra i Direttori d'orchestra più celebri dell'800 che hanno diretto al Teatro di Lonigo, si annovera il M°Antonino Palminteri, presente sul podio del Comunale nel marzo del 1908, portando in scena l'Opera: Manon Lescaut di Giacomo Puccini. Gli esiti delle rappresentazioni furono eccellenti e apprezzatissimi, in particolare la Stampa così si espresse: " Il maestro Antonino Palminteri merita [...] i nostri migliori elogi perché durante le prove ha dimostrato un tale amore ed intelligenza ed una costanza così ammirabile, da saper strappare dall'insieme dello spettacolo e specialmente dalla massa orchestrale, che fila deliziosamente sotto la sua bacchetta, degli effetti sorprendenti ed ammirevoli [...]. " Il M° Antonino Palminteri, ritorna al Comunale di Lonigo nel Marzo del 1909 per dirigere Il trovatore di Giuseppe Verdi.
Le stagioni liriche che si susseguono vedono come protagoniste le opere più importanti del panorama operistico tra la fine dell'Ottocento e gli inizi del Novecento. Calcarono le scene del Comunale alcuni dei più celebri cantanti italiani, tra i quali Iva Pacetti, Gina Cigna, Giovanni Malipiero, Lina Pagliughi, Salvatore Puma, Franco Piva.
Nel 1962 venne istituito un primo Concorso internazionale di canto. Nella stagione lirica del 1974, nell'opera Norma di Vincenzo Bellini, si esibì il tenore Mario Del Monaco, e nel Rigoletto di G. Verdi l'allora molto giovane basso Ferruccio Furlanetto. Il 1975 vide come protagonisti nella Madama Butterfly di Giacomo Puccini: Renata Scotto, Gino Taddei e Leo Nucci. Il teatro, a causa degli evidenti segni di decadenza, venne chiuso nel 1977. Il restauro ebbe inizio nel 1981 sotto la direzione dell'ingegnere Vincenzo Stupazzoni. La facciata moderna venne invece realizzata sul progetto dell'architetto Regagioli. Il teatro venne riaperto il 22 ottobre 1993 ed è tuttora attivo, in particolare per la stagione di prosa e balletto.